# Phyllogomphus coloratus
Phyllogomphus coloratus är en trollsländeart som beskrevs av Douglas E. Kimmins 1931. Phyllogomphus coloratus ingår i släktet Phyllogomphus och familjen flodtrollsländor. IUCN kategoriserar arten globalt som livskraftig. Inga underarter finns listade i Catalogue of Life.